# تست بدون استرس
تست بدون استرس جنین یا همان تست ان اس تی (NST) یک آزمایش غربالگری در سه ماهه سوم بارداری برای ارزیابی سلامت جنین با بررسی میزان ضربان قلب جنین در هنگام تکان خوردن او می باشد. این آزمایش با دستگاه کاردیوتوکوگرافی انجام می شود.

## موارد کاربرد
این تست اغلب بعد از هفته 32 بارداری و هنگامی که حرکات جنین کمتر از حد معمول شده، انجام می شود. اما در سایر موارد مانند داشتن علائم زایمان زودرس، سابقه سقط جنین، داشتن بیماری های زمینه ای مانند قند خون بالا، پره اکلامپسی، بارداری چند قلویی و .... نیز تجویز میشود.

## نحوه انجام تست
این آزمایش نیاز به آماده سازی خاصی ندارد و مانند یک سونوگرافی شکمی معمولی در مطب پزشک انجام میشود. به طور معمول این تست حدود 20 دقیقه طول می کشد. اگر جنین غیرفعال یا در خواب باشد با راه رفتن و نوشیدن مایعات شیرین او را بیدار میکنید. در طول تست، مادر در وضعیت نیمه نشسته و خوابیده به طرف چپ قرار می‌گیرد و فشار خون در فواصل منظم اندازه گیری خواهد شد. از شما درخواست می‌شود که هر زمان فرزندتان حرکت کرد، دکمه‌ای را فشار دهید. این عمل به پزشک اجازه می‌دهد تا هر زمان جنین حرکت کرد، تغییر احتمالی تپش قلب جنین را ثبت کند. نتایج بلافاصله بعد از اتمام تست، گزارش میشود.
اگر بعد از حدود 40 دقیقه جنین هیچ فعالیتی از خود نشان ندهد، پزشک برای بررسی دقیق تر تست بیوفیزیکال پروفایل و تست استرس انقباضی را برای چند روز بعد تجویز می کند.

## تفسیر تست بدون استرس
نتایج تست ان اس تی  به دو صورت نرمال یا واکنشی (Reactive) و غیر واکنشی (Nonreactive) گزارش می شود. قبل از هفته 32 بارداری اگر ضربان قلب جنین حداقل به مدت 10 ثانیه درهر بازه 20 دقیقه ای افزایش داشته باشد نتیجه تست نرمال است. بعد از هفته 32 بارداری، اگر افزایش ضربان قلب جنین حداقل به مدت 15 ثانیه در بازه های 20 دقیقه ای مشاهده شود در آن صورت تست واکنشی خواهد بود. اما اگر تعداد شتاب ها با معیارهای بالا مطابقت نداشته باشه، به آن غیرواکنشی گفته می شود. در این صورت دلایل خوش خیم آن می تواند خواب جنین یا بی تحرکی مادر باشد و دلایل نگران کننده شامل وضعیت هایی است که جنین در مصرف انرژی صرفه جویی میکنند مانند هیپوکسی